# Louis Meintjes
Louis Meintjes (Pretoria, 21 de febrero de 1992) es un ciclista profesional sudafricano que desde 2021 corre para el equipo Intermarché-Wanty de categoría UCI WorldTeam.

## Palmarés
2013
- 2.º en el Campeonato de Sudáfrica en Ruta
- 2.º en el Campeonato Mundial en Ruta sub-23
- 1 etapa del Tour de Ruanda

2014
- Campeonato de Sudáfrica en Ruta
- 1 etapa del Mzansi Tour

2015
- 3.º en el Campeonato de Sudáfrica Contrarreloj
- Campeonato Africano en Ruta
- Settimana Coppi e Bartali, más 1 etapa

2019
- 3.º en el Campeonato de Sudáfrica Contrarreloj

2022
- Giro de los Apeninos
- 1 etapa de la Vuelta a España

2024
- 1 etapa de la Vuelta al País Vasco

## Resultados en Grandes Vueltas y Campeonatos del Mundo
| Carrera         | Carrera         | 2013 | 2014 | 2015 | 2016 | 2017 | 2018 | 2019 | 2020 | 2021 | 2022 | 2023 | 2024 | 2025 |
| --------------- | --------------- | ---- | ---- | ---- | ---- | ---- | ---- | ---- | ---- | ---- | ---- | ---- | ---- | ---- |
|                 | Giro de Italia  | —    | —    | —    | —    | —    | Ab.  | —    | 36.º | —    | —    | —    | —    | 18.º |
|                 | Tour de Francia | —    | —    | Ab.  | 8.º  | 8.º  | —    | —    | —    | 14.º | 7.º  | Ab.  | 20.º | —    |
|                 | Vuelta a España | —    | 55.º | 10.º | 40.º | 12.º | 58.º | 51.º | —    | Ab.  | 11.º | —    | 28.º | —    |
| Mundial en Ruta | Mundial en Ruta | —    | —    | —    | —    | —    | —    | —    | 78.º | —    | —    | —    | Ab.  | —    |

—: no participa

Ab.: abandono